# Tracks
Tracks war ein von 1997 bis 2022 ausgestrahltes wöchentliches Popkulturmagazin des deutsch-französischen Fernsehsenders Arte, das sich nach dem Überfall Russlands auf die Ukraine als „Tracks East“ mit kulturellen Identitäten im post-sozialistischen Raum beschäftigt.

## Inhalt
Tracks wird abwechselnd in Berlin, Hamburg und Paris produziert. Das Musik- und Kulturmagazin nimmt sich neben prägenden Künstlern der Musikgeschichte insbesondere auch junger und unbekannterer Bands und Strömungen innerhalb verschiedener Subkulturen an. Das Magazin versucht über das Musikgeschehen jenseits der quotenorientierten Musikindustrie zu berichten und darüber hinaus einem politischen und kulturellen Anspruch gerecht zu werden. Tracks orientiert sich stark an der aktuellen Gegenkultur. Auf der Arte-Website wird die Sendung so beschrieben: „Das wöchentliche TV- und Webmagazin zur Popkultur zeigt Reportagen über aktuelle Musik, Geek-Kultur, Kino und künstlerische Strömungen jenseits ausgetretener Pfade.“ Die Folgen werden abwechselnd vom ZDF (bis 2015 auch vom BR) sowie von zwei französischen Sendern produziert, was man teilweise an den Themenschwerpunkten merkt. Eine Anmoderation erfolgt meist aus dem Off. Kurzzeitig wurden die Sendungen, die vom ZDF produziert werden, von Charlotte Roche moderiert, bis sich diese im Streit von Arte trennte.
Seit 2020 wurde die Sendezeit von 44 auf 30 Minuten reduziert. Inzwischen produziert Tracks auch Onlineformate auf dem eigenen YouTube-Kanal. So arbeitet das Magazin seit 2020 unter anderem mit dem Moderator Niko Backspin vom Hip-Hop-Magazin Backspin zusammen, der für Tracks als Host des YouTube-Formats "Tracksplorer" vor der Kamera steht. In den zumeist 10-20 minütigen Reportagen werden vor allem gesellschaftspolitische Themen mit Protagonisten aus dem Deutschrap-Kosmos behandelt (Polizeigewalt, Abschiebung, der Anschlag in Hanau 2020).
Nach dem Überfall Russlands auf die Ukraine produziert das ZDF seit dem 3. Juni 2022 ein Spin-Off mit dem Titel "Tracks East", das sich mit kulturellen Identitäten und möglichen Konfliktlinien im post-sozialistischen Raum beschäftigt, dabei aber einen anderen Stil als das Hauptprogramm folgt.
Weihnachten 2022 kündigte Arte den bisherigen französischen Produzenten "Programm33", um das Sendeprofil in Zukunft umzugestalten. Dabei soll das Subkulturelle den aktuellen Bedürfnissen des Publikums weichen. In der Zwischenzeit wurde Tracks durch "Tracks East" im Programm ersetzt.

## Ausstrahlung
Seit dem 7. Januar 2012 lief Tracks im Rahmen der Tracks Night am Samstag gegen 23 Uhr. Die Ausstrahlungszeit variierte von 22:50 Uhr bis 00:50 Uhr. Jede Sendung wird außerdem in der Arte-Mediathek zur Verfügung gestellt. Auf dem YouTube-Kanal von Tracks werden neben Beiträgen aus den aktuellen Folgen und Onlineformaten regelmäßig ältere Beiträge veröffentlicht. Seit 2023 wird die Seite aber nur noch sporadisch und bevorzugt mit Inhalten von Tracks East bedient.

## Rubriken

### Von Februar 2020 bis Dezember 2022
- Musik
- Filme und Serien
- Visuelle Kunst
- Aktivismus
- Digitales
- Communitys[1]

### Ehemals
- Tribal: Menschen und Gruppen, die ein gemeinsames Interesse, ein Hobby, eine Lebensform oder eine Philosophie verbindet
- Backstage: stellt neue musikalische oder gesellschaftliche Phänomene vor
- Interview der Woche: Interview einer Person der Pop- oder Subkultur
- Dream: Comebacks, Retrotrends, Superstars
- Cut: Fenster bei Tracks, in dem unkommentiert ein Kunstwerk oder ein Statement präsentiert werden
- Close Up: Porträt einer Band, die sich einen Namen erarbeitet hat
- Live: Bands auf Tour und im Konzert
- Vibrations: aktuelle Kulturereignisse aus Kino, Theater oder Kunst